# 江上トミ
江上 トミ（えがみ とみ、1899年11月19日 - 1980年7月21日）は、日本の料理研究家。テレビ放送草創期より活躍した料理番組講師の草分けであり、日本の「料理研究家」の元祖。
NHK『きょうの料理』や日本テレビ『キユーピー3分クッキング』などに出演して、暖かいおふくろさんの笑顔と熊本弁で人気を博した。
「ご家庭の幸せは愛情をこめた料理から」をモットーとし、家庭料理の普及に尽くして江上料理学院を創設。同学院は現在、トミの長男の嫁の江上栄子と孫の江上佳奈美に引き継がれている。

## 略歴
- 1899年 - 熊本県葦北郡田浦村（現芦北町）に、藤崎弥一郎（熊本県の大地主で地方銀行監査役）の（7人きょうだいの）六女として生まれる[1]。実家は国登録有形文化財の藤崎家住宅「赤松館」として現存する[2]。
- 1905年 - 田浦尋常小学校入学。江上家（母アサの実家）の跡取り（長女・養女）として入籍[1]。
江上家は、肥前国の守護大名の一族で、祖父は京都から料理人を呼び寄せて台所を任せた食通だった[1]。
- 1912年 - 熊本市の私立熊本高等女学校（のちの大江工女）に入学。しかし、第一高女受験勉強のため9月に退学。
- 1913年 - 熊本市の熊本県立第一高等女学校に入学。
- 1917年 - 県立第一高等女学校を第十一回生として卒業。
- 1919年 - 山田巌（やまだいわお。地主の次男。後に陸軍造兵廠技術官）と結婚（巌25歳、トミ19歳。巌は江上家へ婿入り）[1]。京都市吉田山に新しく世帯を持つ。
- 1920年 - 住居を東京・九段下の飯田町に移すが、間もなく青山に転居。
- 1923年 - 関東大震災に被災するが無事。渋谷に家を新築。
- 1924年 - 東京料理学校に入学[1]。2年間通う。
- 1927年 - 巌の赴任から1年遅れてパリへ。その後パリのル・コルドン・ブルー料理学校入学[1]。2年間学ぶ。
- 1929年 - 巌のロンドン赴任と共に渡英[1]。半年後帰国し渋谷暮らしを始める。
- 1930年 - 長男種一誕生。
- 1931年 - 自宅で料理教室開設。
- 1934年 - 小倉市（現・北九州市小倉北区）砂津に引越し、料理教室開講。
- 1936年 - 料理の出張講義を始める。小倉市（現・北九州市小倉北区）田町に「江上料理研究会」開設。
- 1937年 - 福岡市渡辺通4丁目の山本アパートに「江上料理研究会」福岡分室を設ける。
- 1944年 - 戦争が激しくなり、熊本市に移る。その後、長男の種一が広島市の理科教育専門の中学校に選抜されて入ったため、同行し広島市己斐に住む。
- 1945年 - 戦争激化。広島県比婆郡東城町（現在の庄原市）に疎開。戦争責任を重く考えた巌が職を退き[1]、福岡市市尻のトミの姉の嫁ぎ先に身を寄せる。
- 1946年 - 福岡市天神の新天町のレストラン「ボン・マルセ」の中で料理教室再開。
- 1949年 - 福岡市南薬院に「江上料理高等学院」開設。
- 1953年 - 欧米各国の給食事情視察のためフランス、スウェーデン、イタリア、アメリカなどを訪問。
- 1955年 - 東京、市谷に「江上料理学院」を開校。
- 1956年 - 日本テレビ放送網から、日本初のテレビ帯料理番組『奥さまお料理メモ』が放映され、赤堀全子、岡松喜与子と並んでレギュラーに。
- 1957年 - NHKの『きょうの料理』放送開始。講師として初期より出演。
- 1958年 - 長男種一が江上栄子と結婚。
- 1960年 - NHKの『第11回NHK紅白歌合戦』の審査員に出演する。
- 1964年 - 故郷である熊本県田浦町の特産品「甘夏みかん」のポスターモデルになる。
- 1967年 - 参議院選挙に自民党から出馬を要請されるが、断る。
- 1975年 - 秋の褒章で藍綬褒章を受ける。
- 1977年 - 中国に料理事情視察へ。
- 1978年 - 朝日新聞西部本社夕刊社会面に、人物シリーズ第六弾として連載開始。翌年には「江上トミの料理一路」を出版。熊本県田浦町の名誉町民第1号となる。
- 1980年 - 東京都内の病院で心筋梗塞のため死去。享年80。正六位勲五等宝冠章を受けた。墓所は八柱霊園。

## 家族
- 父・藤崎弥一郎（1851-） ‐ 大地主、肥後農工銀行役員。藤崎家は田浦の庄屋を代々務めた地主で、弥一郎は五代目当主。熊本士族・上野東四郎の二男で、先代の藤崎弥十の養子となり家督を継ぐ。1893年に建てた邸宅は国登録有形文化財「赤松館」として現存。[3][4]。
- 母・アサ（1858-） ‐ 弥一郎の後妻。熊本士族・江上安太の長女。宮崎八郎と婚約していたが八郎戦死のため藤崎家へ嫁ぐ。江上家は初代の又次郎が御郡代手付横目（手永の警務担当役職）に就任して以来、2代目・津兵衛、3代目・安太と地域の重役に就き、安太は正院手永（現在の植木町ほぼ全域と鹿央町南部）の御惣庄屋（手永の統括者）を務めた。[3][5][6]
- 兄・藤崎弥直（1871-）[3]
- 長姉・遠藤サナ（1879-） ‐ 牛乳商・遠藤万三に嫁したが早世。娘のアヤは弥一郎の養子となる。夫の萬三 (1873-1959)は新潟県出身、札幌農学校を出て遠友夜学校講師、熊本農学校教頭、球磨農業学校校長を経て遠藤牧場社長、福岡牛乳社長などを務めた。サナ没後、妹のタメと再婚。[7][3][8]
- 二姉・三輪サノ（1881-） ‐ 海軍技師・三輪経治の妻。三輪(1874-)は鳥取県出身、京都帝国大学理工科大学土木学科を卒業し九州鉄道技師となり、逓信省帝国鉄道庁を経て1912年より海軍。[9]
- 三姉・堀モト（1884-） ‐ 細川護立侯爵家職・堀勝延の妻。[3][10]
- 四姉・江上ヒデ（1889-） ‐ 台湾商工銀行専務・江上恒之の妻。[3]
- 五姉・遠藤タメ（1892-） ‐ 亡姉サナの夫・遠藤萬三の妻。[3]
- 弟・藤崎弥熊（1902-） ‐ 熊本県多額納税者、地主、初代田浦町長。慶應義塾大学法学部政治科卒業後ケンブリッジ大学留学、帰国後九州学院公民科講師などを務める。岳父に広瀬久門（熊本県多額納税者・農業）、久門の姉の夫に田代保之がいる。[11][12][3]

## その他
出身地の地元テレビ局であるテレビ熊本(TKU)が、ドキュメンタリードラマ「郷土の偉人シリーズ」でトミの生涯を描いた「日本の食卓を変えた火の國の女
江上トミ」（演：細川ふみえ）を制作し、2006年11月5日に九州7県のフジネットワーク系列局で放送した。

## 著書
- 『私の料理 [第1] (日本料理)』柴田書店, 1956
- 『私の料理 [第2] (中華料理)』柴田書店, 1956
- 『私の料理 [第3] (西洋料理)』柴田書店, 1956
- 『私の料理 [第4] (洋菓子)』柴田書店, 1956
- 『私たちのおかず』第1-5 柴田書店, 1957
- 『日本料理』(独習シリーズ) 主婦の友社, 1962
- 『そうざい料理』(写真でまなぶ料理シリーズ 鎌倉書房, 1963
- 『西洋料理』(独習シリーズ) 主婦の友社, 1963
- 『サンデーきっちん』毎日新聞社, 1963
- 『江上トミの世界の料理』江上栄子 共著. 主婦の友社, 1963
- 『四季のおべんとう 冬・夏・春・秋の号』江上栄子 共著. 大門出版, 1968
- 『春・秋・夏の西洋料理 四季のおかず』江上栄子 共著. 大門出版, 1969
- 『春・秋・夏の中華料理 四季のおかず』江上栄子 共著. 大門出版, 1969
- 『春・秋・夏の日本料理 四季のおかず』江上栄子 共著. 大門出版, 1969
- 『四季のおかず 日本料理編』江上栄子 共著. 大門出版, 1970
- 『お料理しましょう 4 (お菓子) 』川本哲夫 え. 日本放送出版協会, 1970
- 『江上トミの和風料理 (愛情料理教室 1) 小学館, 1971
- 『江上トミの家庭料理』大門出版, 1972
- 『江上トミの味の歳時記 (愛情料理教室 ; 3) 小学館, 1972
- 『江上トミの洋風料理 (愛情料理教室 ; 2) 小学館, 1972
- 『中華風おかず 春・夏・秋・冬 (四季のおかず)』江上栄子 共著. 大門出版,1973
- 『和風おかず 春・夏・秋・冬 (四季のおかず)』江上栄子 共著. 大門出版, 1973
- 『洋風おかず 春・夏・秋・冬 (四季のおかず)』江上栄子 共著. 大門出版, 1973
- 『江上トミの西洋料理』 (やさしいホームクッキング) 講談社, 1973
- 『愛嬌入門 お辞儀のしかた・敬語の使い方・愛されるマナーのすべて』日本文芸社, 1973
- 『みそ汁とみそ料理 (マイライフシリーズ) グラフ社, 1975
- 『肉のおかずのバラエティー ヤングの味覚にぴったり』(講談社お料理文庫) 1975
- 『日本料理入門』 (カラーブックス) 保育社, 1976
- 『おもいでの味』農業図書, 1976.11
- 『江上トミのおかずとお献立 春・夏・秋・冬 (江上トミの家庭料理 ; 2) 大門出版, 1976.12
- 『江上トミの必ずお料理上手になる』大門出版, 1981.11
- 『決定版毎日の家庭料理 おかずからお菓子まで全1000頁』江上栄子 共著. 大門出版, 1985.6